# اللواء عالي الجاهزية
اللواء عالي الجاهزية (بالإنجليزية: SHIRBRIG)، هو اللواء الذي شُكّلَ بناء على رغبة الأمين العام للأمم المتحدة ويتألف من عدد من بلدان المجموعة الأوروبية، بالإضافة إلى عدد من دول أمريكا الجنوبية، وأفريقيا, وتختلف درجات العضوية بحسب طبيعة المشاركة المطلوبة. يتألف اللواء من قوات متفاوتة العدد تتراوح بين أربعة وخمسة آلاف، يختارون من الوحدات التي تعهدت بها أحد عشر بلدا : الأرجنتين، النمسا، كندا، الدنمارك، فنلندا، إيطاليا، هولندا، النروج، بولندا، رومانيا، إسبانيا، والسويد. ويشارك الأردن في هذا اللواء بصفة (مراقب) مع إمكانية تعديل درجة العضوية في وقت لاحق. يحق لدول التي ساهمت في اللواء عالي الجاهزية الانسحاب من أي عملية، على سبيل المثال، اختارت الأرجنتين ورومانيا الأنسحاب لأسباب مالية.